# Tarso Marques
Tarso Anibal Santanna Marques (Curitiba, 19 gennaio 1976) è un ex pilota automobilistico brasiliano.
Ha partecipato a 24 Gran Premi in Formula 1 con la Minardi senza mai guadagnare un punto iridato e nelle 3 stagioni disputate non è riuscito a completarne una intera.

## Carriera
Dopo 5 anni di corse nei Kart, Marques corse nella Formula Chevrolet nella sua cittadina a soli 16 anni, e vinse il titolo alla prima occasione. Nel 1993 avanzò nella Formula Tre Sudamericana e successivamente alla Formula 3000, e diventò il più giovane pilota a vincere una corsa in entrambe le categorie.

Nel 1996 debuttò in Formula 1 con la scuderia Minardi, disputando i Gran Premi del Brasile e di Argentina nel quale peraltro si mette in luce qualificandosi 14º nonostante un mezzo molto poco competitivo; tuttavia il team di Faenza aveva bisogno di piloti con forti sponsorizzazioni, a causa della precaria situazione economica e per questo Marques non riuscì a ottenere un posto da titolare fisso; nel 1997 rimase comunque con la scuderia italiana come terzo pilota e, a partire dal GP di Francia, venne promosso a titolare in sostituzione di Jarno Trulli, passato a sua volta alla Prost per rimpiazzare l'infortunato Panis: il brasiliano mantenne il sedile fino alla fine della stagione senza però raccogliere punti e subendo anche una squalifica in Austria essendo risultato sottopeso rispetto a quanto dichiarato.
Per l'anno successivo la Minardi non lo riconfermò. 
Nel '99, debuttò nell'American Champ Car. Quando il 2 volte vincitore della 500 miglia di Indianapolis Al Unser Jr. si infortunò, Roger Penske gli chiese di sostituirlo. Il suo miglior risultato fu un 9º posto.
Nel 2000, 2004, e 2005, guidò sporadicamente in quella categoria per volere del proprietario Dale Coyne, ottenendo un 11º posto come miglior risultato.
Marques ritornò in Formula 1 nel 2001 per correre al fianco del futuro campione del mondo Fernando Alonso, sempre nella Minardi, appena acquistata da Paul Stoddart, ma la stagione fu abbastanza complicata per lui, a causa dei problemi finanziari del team che non poteva permettersi eque attrezzature per entrambi i piloti, tanto che a Silverstone il brasiliano non riuscì neanche a qualificarsi.

Marques era stato assunto in realtà sotto la previsione che qualche altro pilota con maggiori sponsorizzazione potesse sostituirlo in qualsiasi istante della stagione, cosa che effettivamente si verificò alla vigilia del GP d'Italia, quando dovette cedere il posto ad Alex Yoong.
Lui, Jenson Button nel 2015 e Esteban Ocon nel 2022 sono stati i soli piloti capaci di classificarsi meglio di Alonso nel campionato mondiale piloti con la stessa vettura dello spagnolo.
Nel 2002 sembrò poter tornare in F1 candidato come prima guida per la nuova scuderia Phoenix Finance, che aveva cercato di partecipare al campionato rilevando le strutture della Prost Grand Prix, fallita a inizio anno; tuttavia il team non ottenne il permesso per gareggiare, chiudendo così definitivamente l'avventura del brasiliano nella massima serie. 
Infine Marques tornò in Sud America per guidare nella TC2000 e nel campionato Stock Car Brasil.

## Risultati in Formula 1
| 1996 | Scuderia | Vettura |  |     |     |  |  |  |  |  |  |  |  |  |  |  |  |  |  | Punti | Pos. |
| ---- | -------- | ------- |  | --- | --- |  |  |  |  |  |  |  |  |  |  |  |  |  |  | ----- | ---- |
| 1996 | Minardi  | M195B   |  | Rit | Rit |  |  |  |  |  |  |  |  |  |  |  |  |  |  | 0     |      |

| 1997 | Scuderia | Vettura |  |  |  |  |  |  |  |     |    |     |    |     |    |    |     |     |    | Punti | Pos. |
| ---- | -------- | ------- |  |  |  |  |  |  |  | --- | -- | --- | -- | --- | -- | -- | --- | --- | -- | ----- | ---- |
| 1997 | Minardi  | M197    |  |  |  |  |  |  |  | Rit | 10 | Rit | 12 | Rit | 14 | ES | Rit | Rit | 15 | 0     |      |

| 2001 | Scuderia | Vettura |     |    |   |     |    |     |     |   |     |    |    |     |     |    |  |  |  | Punti | Pos. |
| ---- | -------- | ------- | --- | -- | - | --- | -- | --- | --- | - | --- | -- | -- | --- | --- | -- |  |  |  | ----- | ---- |
| 2001 | Minardi  | PS01    | Rit | 14 | 9 | Rit | 16 | Rit | Rit | 9 | Rit | 15 | NQ | Rit | Rit | 13 |  |  |  | 0     | 22º  |

| Legenda | 1º posto     | 2º posto | 3º posto    | A punti         | Senza punti/Non class.  | Grassetto – Pole position Corsivo – Giro più veloce |
| Legenda | Squalificato | Ritirato | Non partito | Non qualificato | Solo prove/Terzo pilota | Grassetto – Pole position Corsivo – Giro più veloce |